# Wenshan
Wenshan (en chino, 文山; pinyin, Wénshān) es un municipio bajo la administración directa de la Prefectura Wenshan en la Provincia de Yunnan, República Popular China. Su área es de 2967 km² y su población total para 2020 superó los 620 mil habitantes.

## Toponimia
El topónimo Wenshan está formado por Wen (文 escritura) y Shan (山 montaña). El nombre se dedujo de los sinogramas 贲 (iluminado) y 大畜 (animal grande/bestia) del libro Los cambios que dice; "tome la iluminación para obtener la fuente de la literatura y tome los animales grandes para conocer la fuerza de la montaña".

## Administración
Desde julio de 2020, el municipio Wenshan se divide en 17 pueblos que se administran en 3 subdistritos,  7 poblados, 2 villas y 5 villas étnicas. 

## Historia
En el segundo año de la República de China (1913), el distrito sur se dividió en la región administrativa de Jingbian; en 1914, pasó a llamarse condado de Wenshan; aprobado por el Consejo de Estado el 2 de diciembre de 2010, se abolió el condado y se promovió a municipio.